# Kuczyn (gromada)
Kuczyn – dawna gromada, czyli najmniejsza jednostka podziału terytorialnego Polskiej Rzeczypospolitej Ludowej w latach 1954–1972.
Gromady, z gromadzkimi radami narodowymi (GRN) jako organami władzy najniższego stopnia na wsi, funkcjonowały od reformy reorganizującej administrację wiejską przeprowadzonej jesienią 1954 do momentu ich zniesienia z dniem 1 stycznia 1973, tym samym wypierając organizację gminną w latach 1954–1972.
Gromadę Kuczyn z siedzibą GRN w Kuczynie utworzono – jako jedną z 8759 gromad – w powiecie wysokomazowieckim w woj. białostockim, na mocy uchwały nr 24/V WRN w Białymstoku z dnia 4 października 1954. W skład jednostki weszły obszary dotychczasowych gromad Kuczyn, Żebry Wielkie, Malinowo i Gródek ze zniesionej gminy Klukowo w tymże powiecie. Dla gromady ustalono 14 członków gromadzkiej rady narodowej.
31 grudnia 1959 do gromady Kuczyn przyłączono wsie Kozarze, Nowodwory, Usza Mała, Usza Wielka i Gnaty-Soczewka oraz kolonie Adamowo, Dominikowo i Zaciszyn ze zniesionej gromady Usza Mała oraz wieś Lubowicz Wielki ze zniesionej gromady Kostry Stare.
1 stycznia 1969 z gromady Kuczyn wyłączono obszar lasów państwowych Nadleśnictwa Szepietowo oddział nr 240, o powierzchni 6,45 ha i włączono go miasta Ciechanowiec w powiecie siemiatyckim.
Gromada przetrwała do końca 1972 roku, czyli do kolejnej reformy gminnej.